# Маккэрролл, Джей
Джей Маккэрролл (англ. Jay McCarroll; род. 11 октября 1974 года) — американский модельер, ставший известным после победы в 1 сезоне реалити-шоу Проект Подиум в 2005 году.

## Карьера
Своим любимым дизайнером Маккэрролл называет Александра Маккуина. Чтобы учиться в London College of Fashion — престижном британском колледже моды — Джей переехал в Лондон. После окончания учёбы он остался жить в столице Англии, зарабатывая продажей своих вещей на знаменитом блошином рынке Камдена. Перед тем как вернуться в США, Джей торговал одеждой в Амстердаме.
Как и другие участники Проекта Подиум, Маккэрролл пытался получить признание как модельер задолго до того, как 1 декабря 2004 года телеканал Bravo начал показ шоу. Победив в первом сезоне, Джей выиграл 100 тыс. долларов, стажировку в фирме Banana Republic и показ собственной коллекции на престижной в мире моды Нью-Йоркской Неделе Моды 2005 года. Однако, Джей отказался от денег и стажировки из-за того, что одним из пунктов договора была 10 % доля компании, владеющей Проектом Подиум, во всех профессиональных проектах модельера. С тех пор компания понизила этот процент.
В апреле 2008 года Маккэрролл запустил личный блог и бутик одежды «The Colony by Jay McCarroll».
После отъезда из Нью-Йорка Джей преподаёт в университете в Филадельфии, на сайте QVC.com продаётся его линия одежды.
Джей появлялся несколько раз на шоу Quilting Arts на канале PBS TV.
Также Джей стал победителем 7 сезона шоу Celebrity Fit Club на канале VH1, где он потерял 40 фунтов веса.